# تانک تی ۶۰
تانک تی ۶۰ یک تانک سبک بود که توسط اتحاد جماهیر شوروی ۱۹۴۱–۱۹۴۲ تولید شد. در این زمان بیش از ۶۲۹۲ دستگاه ساخته شدند. این تانک جایگزین تانک پیش‌آهنگ منسوخ تی ۳۸ طراحی شده بود و در طول جنگ جهانی دوم عملیاتی بود. پادشاهی رومانی از شاسی T-60 برای ساخت برخی تانک‌ها و طراحی داخلی آن استفاده کرداست.